# Technisches Email

Technische Emails sind Emails jenseits des Schmuck- und Haushaltbereiches, die beispielsweise zum Korrosionsschutz von hoch säurebeständigen Druckbehältern in der chemischen und pharmazeutischen Verfahrenstechnik eingesetzt werden. Typische Apparate sind auch Rührbehälter, Lagertanks und Vorlagen (z. B. Behälter zum Auffangen eines Destillats oder Behälter zum Lagern von Medien, die für ein Verarbeitungsverfahren vorgehalten werden), Kolonnen, Rohrleitungen und Rohrleitungsteile sowie eine Vielzahl von emaillierten Komponenten, die zur Komplettierung dieser Apparate erforderlich sind.
Bei solchen Apparaten wird die gesamte produktberührte Innenoberfläche in mehreren Bränden mit einer Emailleschichtdicke von 1,4 bis 2 Millimeter beschichtet. Qualitätsmerkmale technischer Emails sind in ISO 28721-1 (ehemals DIN EN 15159-01:2006, vorher DIN 28063) genormt. Üblicherweise müssen die Schichten porenfrei sein, das heißt, dass Behälterinnenflächen völlig frei von Defekten in der Emailleschicht sind.
Technische Emails sind vom Prinzip her Gläser, die im Hinblick auf Temperaturwechselbeständigkeit, Schlagfestigkeit und vor allem Korrosionsbeständigkeit für einen breiten pH-Bereich geeignet sind.
Wie alle mineralischen Gläser sind technische Emails gegenüber Säuren extrem widerstandsfähig, jedoch nicht gegen Flusssäure. Die Beständigkeit im alkalischen Bereich bzw. gegenüber Laugen ist auf Grund der chemischen Eigenschaften der Silikate geringer.

## Emaillierte Druckbehälter und verfahrenstechnische Apparate

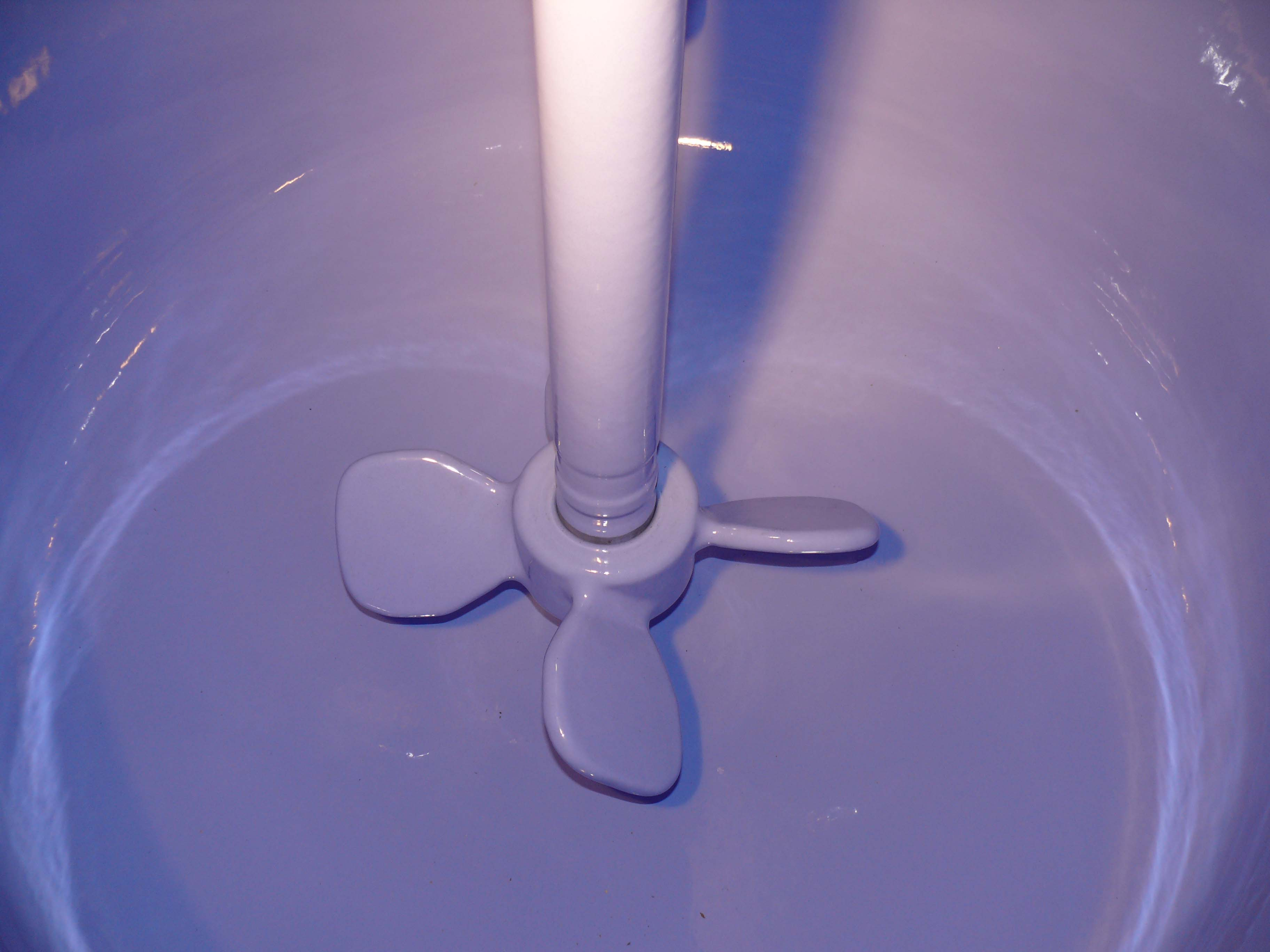
Blick in einen emaillierten Rührbehälter mit Turborührer

Technische Emails werden in technischen Anwendungen eingesetzt, beispielsweise beim Bau von hoch säurebeständigen Druckbehältern, die in der chemischen und pharmazeutischen Verfahrenstechnik eingesetzt werden. Typische Apparate sind Rührbehälter, Lagertanks und Vorlagen (Behälter zum Auffangen eines Destillats), Kolonnen, Rohrleitungen und Rohrleitungsteile sowie eine Vielzahl von emaillierten Komponenten, die zur Komplettierung dieser Apparate erforderlich sind.
Bei diesen Apparaten wird die gesamte produktberührte Innenoberfläche in mehreren Bränden mit einer Emailleschichtdicke von 1,4 bis 2 Millimeter beschichtet. Qualitätsmerkmale technischer Emails sind in ISO 28721-1 (ehemals DIN EN 15159-01:2006, vorher DIN 28063) genormt. Üblicherweise werden die Apparate „porenfrei“ ausgeführt, das heißt, dass die mehrere Quadratmeter großen Behälterinnenflächen völlig frei von Defekten in der Emailleschicht sein sollten. „Technische Emails“ sind hochqualitative Gläser, die im Hinblick auf Thermoschockfestigkeit, Schlagfestigkeit und vor allem Korrosionsbeständigkeit für ein breites pH-Spektrum optimiert sind. Wie alle Gläser sind technische Emails im sauren Bereich extrem widerstandsfähig. Weniger beständig sind sie auf Grund der chemischen Eigenschaften der Silikate im alkalischen Bereich.
Eine technische Emaillierung besteht immer aus einer bis zwei Schichten Grundemail und bis zu fünf Schichten Deckemails. Letztere geben dem Email die chemische Beständigkeit und die geforderten Betriebseigenschaften. Als Grundwerkstoff kommt Feinkornbaustahl (wie P275 NH, P265 GH) zum Einsatz, der im Kohlenstoffgehalt und im Mangangehalt eingeschränkt ist. Die geforderte Qualität, Schichtdicke und Fehlerfreiheit der Emailleschicht soll aus wirtschaftlichen Gründen mit einer geringen Anzahl von Deckemailschichten erreicht werden. In Deutschland gibt es zwei namhafte Hersteller technisch emaillierter Apparate. Die Firma Pfaudler-Werke GmbH in Schwetzingen baut in Deutschland seit 1907 emaillierte Apparate. Über 180 Jahre Tradition der Emaillierung hat die Firma THALETEC GmbH in Thale am Harz, die aus dem ehemaligen Eisenhüttenwerk Thale (EHW Thale) hervorgegangen ist.

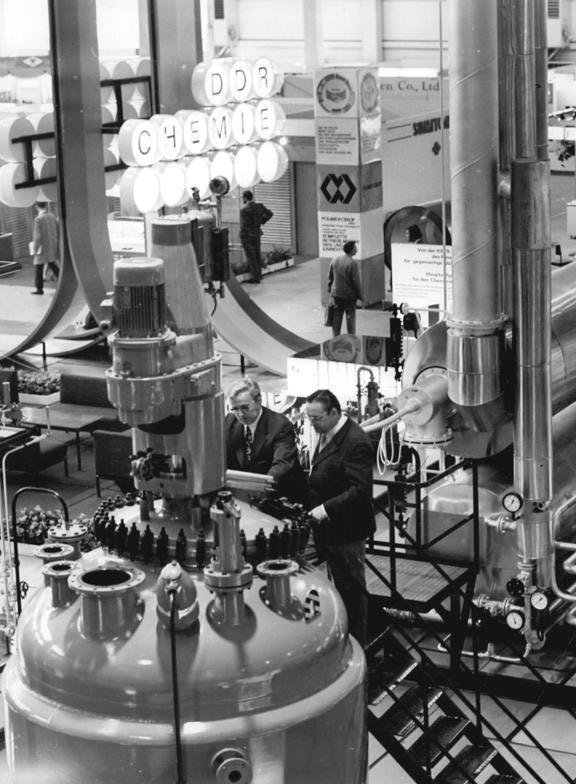
Emaillierter Apparat des ehemaligen Eisenhüttenwerks THALE, EHW Thale auf einer Messe in Leipzig, 1973

Mittlerweile ist es möglich, auch Bauteile zu emaillieren, die mit Hilfe des „Selective Laser Sinterings“ bzw. des „Selective Laser Meltings“ generativ gefertigt wurden.

## Normung und Austauschbarkeit
Emaillierte Verfahrenstechnische Apparate sind in einer Vielzahl von DIN-, EN- und ISO-Normen definiert und standardisiert. Dies ermöglicht es dem Anwender, unabhängig vom ursprünglichen Hersteller des Apparates auf eine größere Anzahl von Anbietern für Ersatzteile, Reemaillierungen und für die Lieferung von Zubehör wie Dichtungen etc. zurückzugreifen. Dabei können einzelne Hersteller sicherstellen, dass eine Austauschbarkeit mit vorhandenen Komponenten uneingeschränkt möglich ist.

## Zubehör für emaillierte Apparate
Dazu zählen zum Beispiel:
- Stromstörer
- Wärmeübertrager
- Tauchrohre
- Rührer
- Mannlochdeckel
- Mannlochschutzringe
- Bodenauslaufventile mit dynamischer Abdichtung des Ventilstößels durch Well- oder Faltenbalg
- Emaillierte Pumpen

### Emaillierte Lagertanks
Aus Einzelpaneelen (emaillierte Bleche mit Abmessungen bis zu 2 × 2 m) werden großvolumige Tanks für das Lagern von Gülle, Wasser und anderen festen und flüssigen Stoffen gebaut. Diese Behälter sind keine Druckbehälter.

### Emaillierte Rohrleitungen
Emaillierte Rohre und Rohrleitungen werden in der chemischen und pharmazeutischen Industrie und in der Trinkwasserversorgung eingesetzt. In der chemischen und pharmazeutischen Industrie werden Rohrleitungen bis zu einem Nenndurchmesser von 200 mm im Innern mehrschichtig mit Email beschichtet, um eine ausreichende und chemisch beständige Korrosionsschutzschicht zu erhalten. Der Werkstoff der Rohrleitungen ist üblicherweise ein Kohlenstoffstahl wie P 235 G1 TH (ehemals St35.8). Für die Trinkwasserversorgung werden Rohrleitungen aus Gusseisen verwendet, die im Innern mit nur einer Schicht Emaille überzogen sind.

### Reemaillierungen
Re-Emaillierung ist die Erneuerung eines Emailauftrags.

## Spezielle technische Emails

### Emails für Prozesse in der Pharmaindustrie
Emails für Prozesse in der Pharmaindustrie haben zumeist eine weiße oder hellblaue Farbe, da hiermit das Beobachten der Vorgänge während der Reaktion vereinfacht und das Inspizieren der gereinigten Apparate erleichtert wird (Beispiele siehe Abbildung im Artikel).

### Antibakteriell wirkende Emails
Eine spezielle Entwicklung sind antibakteriell wirksame Emails, die geringe Mengen von Silberpartikeln enthalten. Die Wirkung von Silber als bakterienabtötender Stoff steht als hochwertige Oberflächen-Emailbeschichtung für spezielle Anwendungen in der Biotechnologie und anderen Bereichen zur Verfügung, bei denen Kontaminationsrisiken durch Viren und Mikroorganismen verringert werden sollen.

### Abrasionsfeste Emails
Insbesondere in Rührbehältern, in denen Feststoffsuspensionen gerührt werden, kann es zu abrasivem Verschleiß (Hydroabrasion) kommen. Dabei verschleißt das Email auf Grund von Gleit- oder Prallverschleiß-Vorgängen, bei denen es fortschreitend abgetragen wird. Spezielle Emailrezepturen können die Verschleißfestigkeit gegenüber üblichen Emails zum Teil deutlich verbessern:
- Bei „teilkristallinen Emails“ verbessern kristallisierende Ausscheidungen in der Glasmatrix die Verschleißfestigkeit gegenüber konventionellen Emails.
- Emails, die mit nanoskaligen karbidartigen Hartstoffen unter sauerstofffreier Atmosphäre gebrannt werden, erzielen eine drastische Verbesserung des Verschleißverhaltens, weil die eingebetteten Hartstoffe (zum Beispiel Karbide) dem Verschleiß einen deutlich höheren Widerstand entgegensetzen als die amorphe Glasmatrix. Die Glasmatrix dient dabei nur noch als Träger für die eingebetteten Stoffe. Der Abrasionswiderstand einer solchen Emaillierung ist dann besonders hoch, wenn die Größe der abrasiv wirkenden Partikel größer ist als die Schichtdicke der (weicheren) amorphen Glasmatrix.

Die Prüfung abrasionsbeständiger technischer Emails erfolgt gemäß den Vorgaben der DIN51165-1 und 2 (05/2023).

### Elektrisch ableitfähige Emails
Email ist ein elektrischer Isolator, kann jedoch durch Zusatz von Metallen elektrisch leitfähig gemacht werden. Dazu werden chemisch beständige Metalle wie Platin, Silber oder Gold verwendet, die in der Glasmatrix verteilt sind.
Halbleitermaterialien sind eine weitere Möglichkeit, eine Ableitfähigkeit der ansonsten nicht elektrisch leitfähigen Emailleschicht zu gewährleisten. Dabei sind die Halbleitermaterialien in der Glasmatrix verteilt und werden mit Hilfe eines speziell darauf abgestimmten Brennprozesses in netzwerkartigen Strukturen in der Glasmatrix angeordnet. Infolgedessen haben solcherart hergestellte Emaillierungen in der Regel eine bessere chemische Beständigkeit gegenüber korrosivem Angriff als solche mit eingebetteten metallischen Partikeln.

### Emails für Polymerisationsprozesse

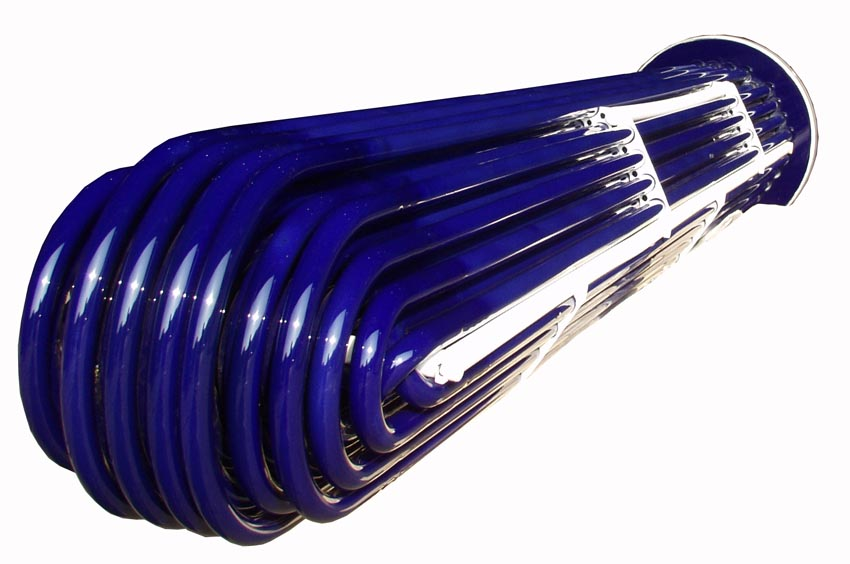
Emaillierter Rohrbündelwärmeübertrager für die chemische Industrie

Da technisches Email besonders gut zu reinigen ist und außerdem Antihafteigenschaften besitzt, kommt es schon seit Jahrzehnten bei der Herstellung von Polymeren, beispielsweise von Polyvinylchlorid (PVC), zum Einsatz. Entsprechende Rührbehälter sind dazu mit einer speziellen „Poly-Emaillierung“ beschichtet. Da Polymerisationen üblicherweise exotherm verlaufen, kommt es bei solchen Polymerisationsapparaten besonders darauf an, dass die exotherme Reaktionswärme effektiv abgeführt werden kann. Daher wird die Emaillierung solcher Apparate üblicherweise „dünn“, d. h. im Bereich von einer Dicke von max. 1,1 mm, ausgeführt. So wird der Wärmeleitwiderstand der Behälterwand aufgrund der Emaillierung minimiert. Da Polymerisationen selten korrosiv sind, hat die reduzierte Schichtdicke keinen Einfluss auf die Lebensdauer des Apparats.
Um die Wärmeübertragung speziell beim Abkühlen der Polymerisate (exotherme Reaktion) sicherzustellen, werden oft emaillierte Wärmeaustauscher eingesetzt, die als Stromstörer in den emaillierten Apparat eingebaut sind und die Wärmeübertragungsleistung bis zu einem Faktor von 3 und mehr gegenüber der konventionellen Mantelkühlung verbessern können.

### Emails für biokorrosive Prozesse

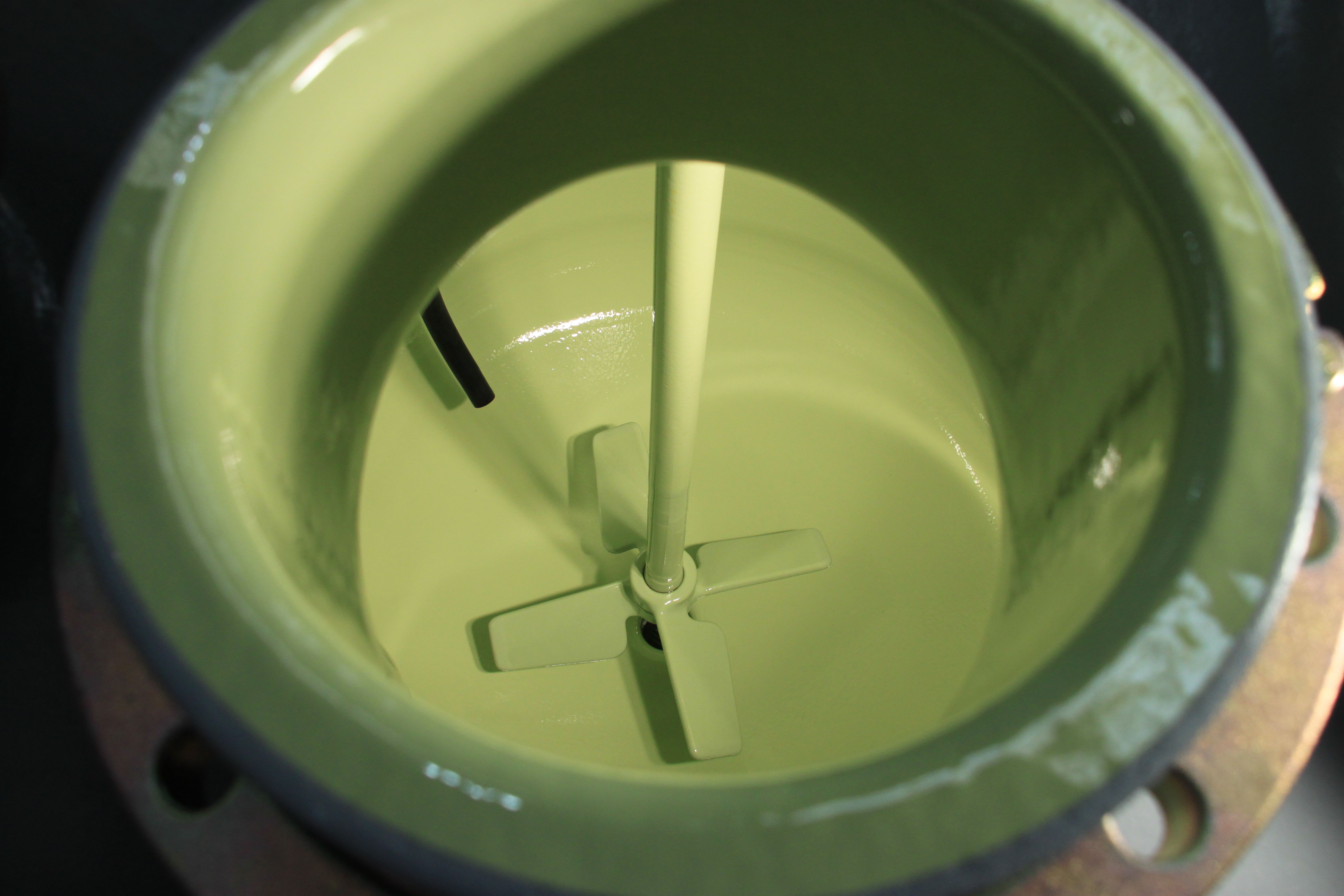
Rührbehälter mit einem Spezial-Email für biokorrosive Verfahren

Spezielle Emails sind besonders beständig gegen biokorrosive Angriffe, wie sie durch Pilze, Schwämme oder Bakterien auftreten können. Das als „Biofouling“ bekannte Phänomen ist bei Oberflächen, die mit speziellen biokorrosionsbeständigen Emails emailliert sind, gegenüber der Emaillierung unbedenklich. Entsprechende Emails für biokorrosive Prozesse können zudem so zusammengesetzt werden, dass diese zusätzlich antibakteriell und keimtötend wirken (siehe oben unter „antibakteriell wirkende Emails“).

### Emails für Rauchgaswärmetauscher oder Luftvorwärmer
In den Abgasströmen von konventionellen fossilen Kraftwerken (siehe Economiser), in Kohlekraftwerken, oder in Anlagen zur Müllverbrennung treten korrosive Abgase auf. Diese Abgase werden in emaillierten Wärmetauschern so weit abgekühlt (unter den Taupunkt), dass korrosive Flüssigkeiten wie Schwefelsäure entstehen. Spezielle Emails sind so modifiziert, dass sie gegen schwefelsaure Beanspruchung besonders beständig sind. Gegenüber üblichen Chemie-Emails sind solche speziell für schwefelsaure Anwendungen konzipierte Emails um bis zu 30–40 % beständiger, d. h. sie weisen eine entsprechend geringere Korrosionsrate auf. Gleichartige Emails sind auch für den Bau von emaillierten Apparaten verfügbar und werden für Anlagen für die Aufbereitung von Schwefelsäure eingesetzt.

## Weitere technische Anwendungen

### Architektur-Emaillierung

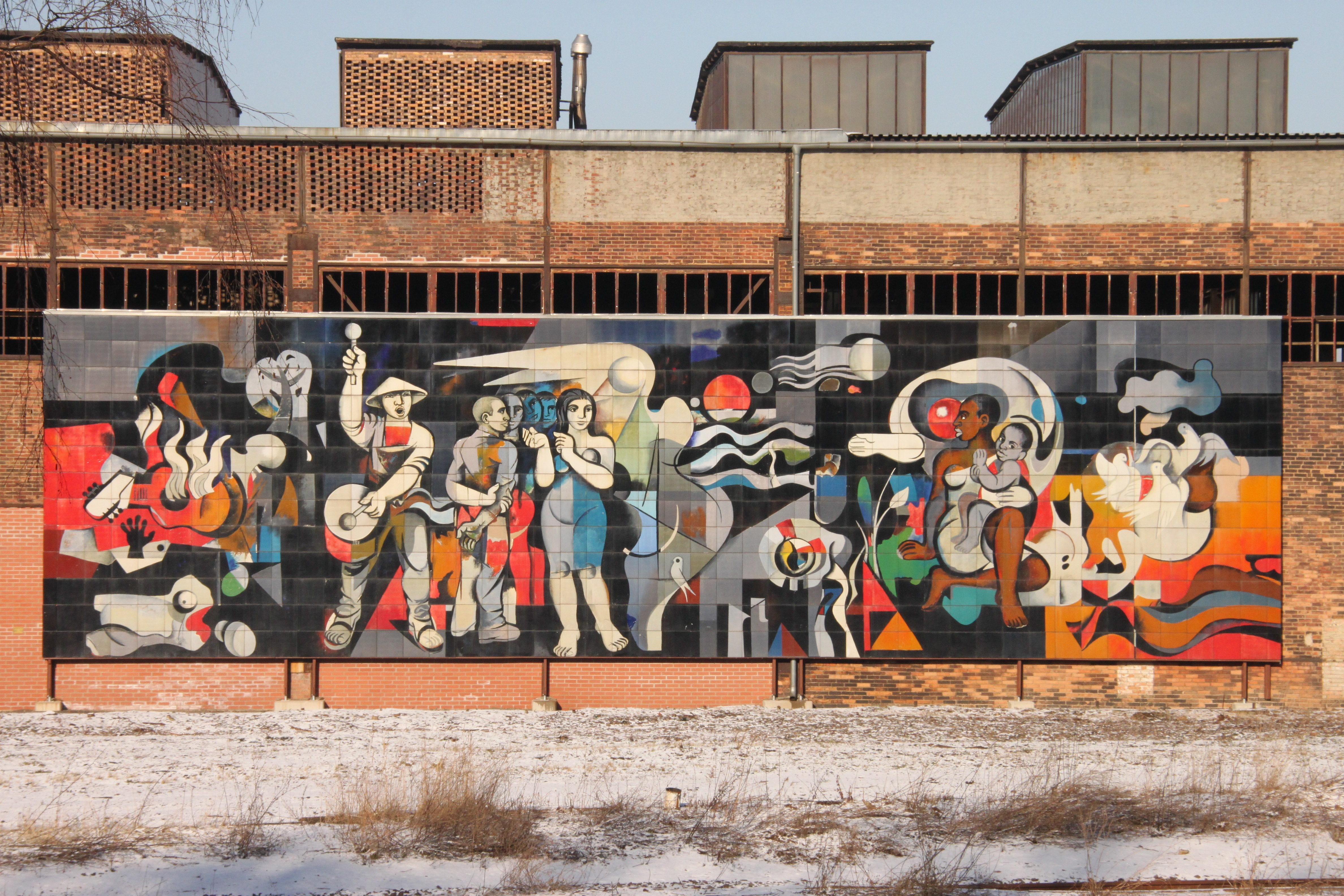
Emailliertes Wandbild in der Nähe des Bahnhofs in Thale/Harz

Emaillierte Tafeln werden in der Architektur zum Verkleiden von Wänden verwendet. Emaillierte Paneele lassen sich gut reinigen und sind hochglänzend. In der Regel verwendet man architektonische Emaillierungen auf Blechen mit einer Dicke von 1 bis 2 Millimeter oder auf Floatglas. Das Email kann durch Siebdruck, Digitaldruck, Rollercoating oder andere Verfahren aufgetragen werden. Eine weitere Möglichkeit besteht im Auftragen des Emailschlickers mittels Sprühpistole oder Pinsel. Anschließend wird das Bauteil gebrannt. Eine Anwendung ist die Verkleidung von Straßentunnel-Wänden mit emaillierten Tafeln, wobei die einfache Reinigung sowie die Unbrennbarkeit des Werkstoffs den Anwendungsnutzen bilden.

### Beleuchtung
Gasleuchten mit oben montiertem Glühstrumpf haben meist eine Deckenplatte aus weiß emailliertem Blech um nach oben abgestrahltes Licht nach unten zu reflektieren, um die Straße oder einen Raum zu beleuchten. Die hohe Temperaturbeständigkeit ist im steten Abgasstrom notwendig. Außerhalb des Glaszylinders (-kegels) kann sich ein weiterer Reflektorring anschließen, ähnlich wie auch bei frühen Straßenlampen auf Basis der Glühlampe. Gehäuse dieser Lampen sind typisch dunkel emailliert um die Verschmutzung zu kaschieren. Reflektorleuchten für schräges Anstrahlen von Fußballplatz oder Baustelle hatten einen innen weiß emaillierten zylindrischen Reflexionstopf mit gewölbter Rückwand und eine radial nach unten hinausragende Fassung für eine Glühlampe mit etwa 300–500 W Leistung. Die Firma Austria Email emailliert seit 1939, stellte Leuchten her und ist heute ein europaweit bedeutender Hersteller von emaillierten Warmwasserbereitern.

### Emaillierung von Sanitärobjekten
Bade- und Duschwannen sowie Waschbecken aus emailliertem Stahlblech sind gut zu reinigende Sanitärobjekte und sind leichter als Gussbadewannen oder Keramik-Becken. Die Teile werden tiefgezogen und emailliert. Die Bestandteile des Emailschlickers sind Glas, Quarz, Borax, Soda und Wasser. Der Schlicker wird aufgespritzt, getrocknet und eingebrannt.
Vor dem Aufkommen großer Tiefziehteile waren Badewannen oder auch Hochspülkästen aus emailliertem Gusseisen bekannt.

### Weiße Ware
Als „Weiße Ware“ werden Haushaltsgeräte Herd, Waschmaschine, Geschirrspüler oder Kühlschrank bezeichnet. Als Email als Korrosionsschutz aufkam, wurden auch die Verblendungen von Öfen zur Raumbeheizung in dunklen Tönen beschichtet.
Tischherde, E-Herde, Gasherde und andere Geräte für die Küche und Waschküche waren entsprechend dem Hygieneanspruch jedoch weiß emailliert. Email ist sehr glatt und so hart, dass es mit Messerklingen, Scheuermitteln oder Stahlwolle gereinigt werden kann, zum Beispiel wenn Speisen daran angebrannt waren. Die Mulden und Deckel von Elektro- und Gasherden waren typischerweise weiß emailliert.
Backofenwandungen und Backbleche aus Stahl sind teilweise in dunklen Farben emailliert. Bei alten gas-, holz- und kohlebetriebenen Tischherden waren emaillierte Eisenteile häufig mit unbehandelten oder vernickelten Eisenteilen kombiniert.
Besonders hohe Korrosionsfestigkeit haben emaillierte leitungsdruckfeste Boiler zur Trinkwassererwärmung. Deren Kesselwand besteht aus Stahl und ist zusätzlich durch eine Opferanode aus Magnesium geschützt, um eventuelle Risse und Poren der Emailschicht zu schützen.
Email wird zur Beschichtung von Oberflächen aus hygienischen, haptischen und optischen Gesichtspunkten sowie wegen der leichten Reinigung eingesetzt. In Kauf nimmt man dabei die Sprödigkeit, die auf Anstoßen Sprünge und Abplatzungen ergeben kann.
Auch Gas-Durchlauferhitzer und Gasthermen (für Warmwasser und Beheizung) sind häufig weiß emailliert.

### Emaillierte Gefäße für Küche, Haushalt und Labor
Seit langem sind im Haushalt emaillierte Töpfe, Pfannen und andere Gegenstände des täglichen Gebrauchs bekannt. Durch das Aufkommen von Edelstahl und Kunststoffen wurden emaillierte Haushaltsgegenstände seltener. Da Emaille gut für Allergiker geeignet ist und im Gegensatz zu Teflon gesundheitlich und in Bezug auf Umweltauswirkungen unbedenklich ist, wird emailliertes Kochgeschirr wieder üblicher.
Gusseiserne Töpfe, Bräter und Pfannen sind meist innen, manchmal auch außen emailliert. Kleine eiserne Milchkannen für den Privathaushalt – mit seitlich am Hals angelöteten Ringen für den Tragebügel – waren komplett emailliert, oft innen hell.
Typisch waren emaillierte konische, sich nach oben verjüngende Kübel mit Stehrand – typisch mit verzinktem Drahtbügel mit Holzgriff. In Gebrauch waren Eimer mit ebenfalls emailliertem Deckel („Gang auf den Kübel“ statt auf die entfernte, kalte Toilette), Nachttöpfe, auch mit Deckel, Toilettenstuhl-Einsätze, Spucknäpfe mit ringförmigem Deckel, Seifenschalen, Essgeschirre.
Bekannt sind auch emaillierte Schöpfkellen, Seiher und Pfannenwender.

## Abplatzungen an Email-Schichten

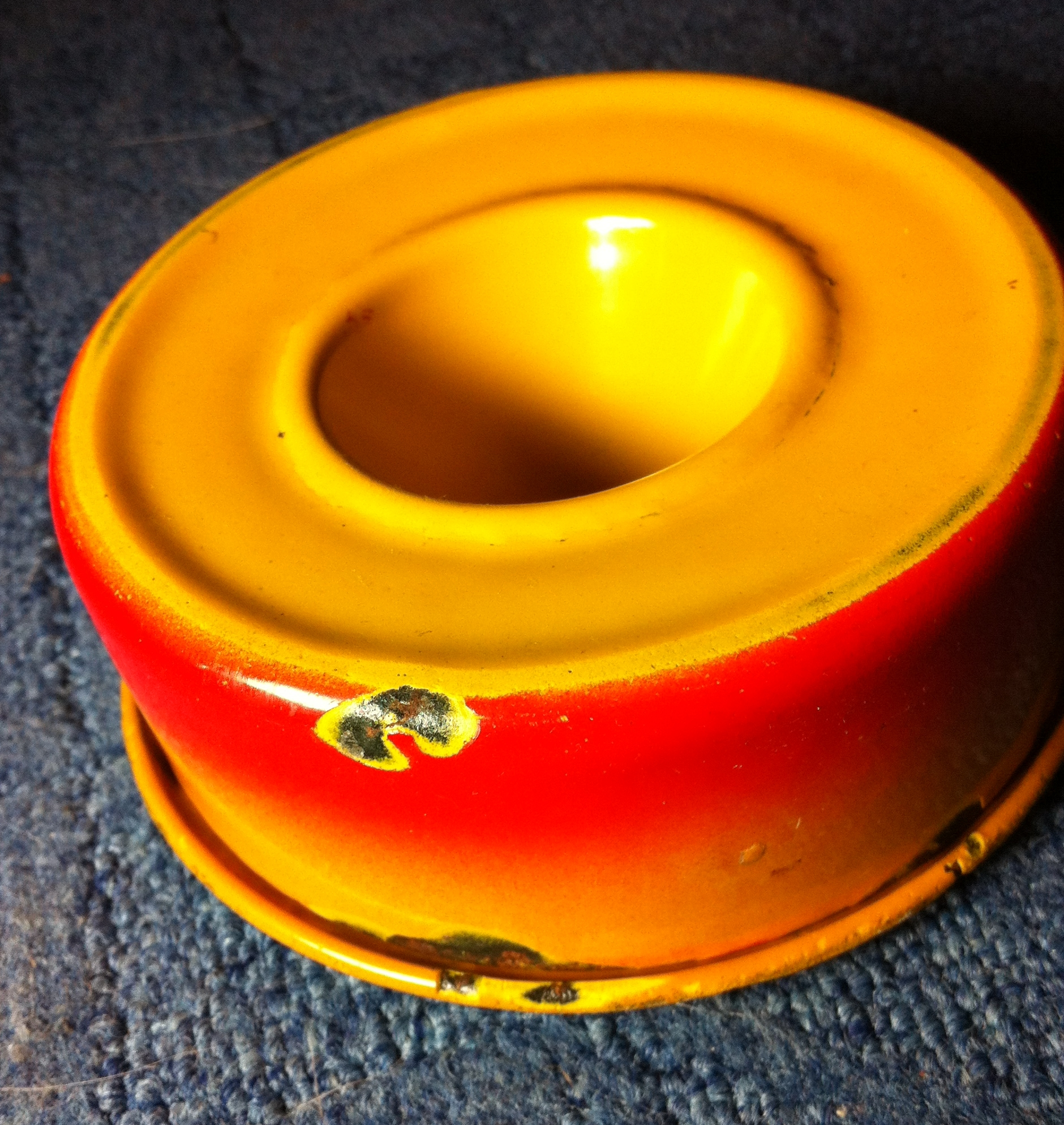
Abplatzung an einem Geschirrteil. Im inneren Bereich der Abplatzung erkennt man Rost

Emailliertes Geschirr kann Abplatzungen erleiden, beispielsweise durch Schlag oder Stoß. Bei Dünnblech-Emaillierungen, wie sie für Geschirr üblich sind, kann das Email bis auf den Stahl abplatzen, sodass er dort nicht mehr gegen Rost geschützt ist. Durch die beim Emaileinbrand erzeugte Verbundschicht zwischen Email und Stahl kann Rost jedoch die neben dem Schaden liegende, noch intakte Emailschicht nicht unterwandern und somit auch nicht zu einem fortschreitenden Abplatzen des Emails führen. Die Gefäße können weiterverwendet werden, wenn sich keine Splitter mehr lösen. Abplatzungen auf der Außenseite eines Topfes oder einer Pfanne sind lediglich optisch unschön.
Bekannt sind weiterhin spontane Abplatzungen, die in ihrer Form Fischschuppen ähnlich sehen. Solche Schäden werden durch Ausgasen von Wasserstoff aus dem Metall hervorgerufen. Dies wird auch als Wasserstofffehler bezeichnet und ist ursächlich dem Stahl zuzuschreiben. Diese Fehler treten meist nicht unmittelbar während oder nach der Produktion auf, sondern mit Verzögerungen bis zu mehreren Monaten. Vermeidbar sind sie durch sorgfältige Auswahl der verwendeten Stahlblechgüten, indem nur solche mit garantierter Emaillierbarkeit eingesetzt werden.